# Lake megye (Dél-Dakota)
Lake megye az Amerikai Egyesült Államokban, azon belül Dél-Dakota államban található. Megyeszékhelye és legnagyobb városa Madison. Lakosainak száma 11 059 fő (2020. április 1.). Lake megye Brookings, Moody, Minnehaha, McCook, Miner és Kingsbury megyékkel határos.

## Népesség
A megye népességének változása:
| Lakosok száma | 11 273 | 11 587 | 11 819 | 12 055 | 12 622 | 11 059 |
|               | 2010   | 2011   | 2012   | 2013   | 2015   | 2020   |